# Federico Manfredi
Federico Manfredi (* ca. 1441 in Faenza; † 1484 in Rimini) war ein italienischer katholischer Bischof.

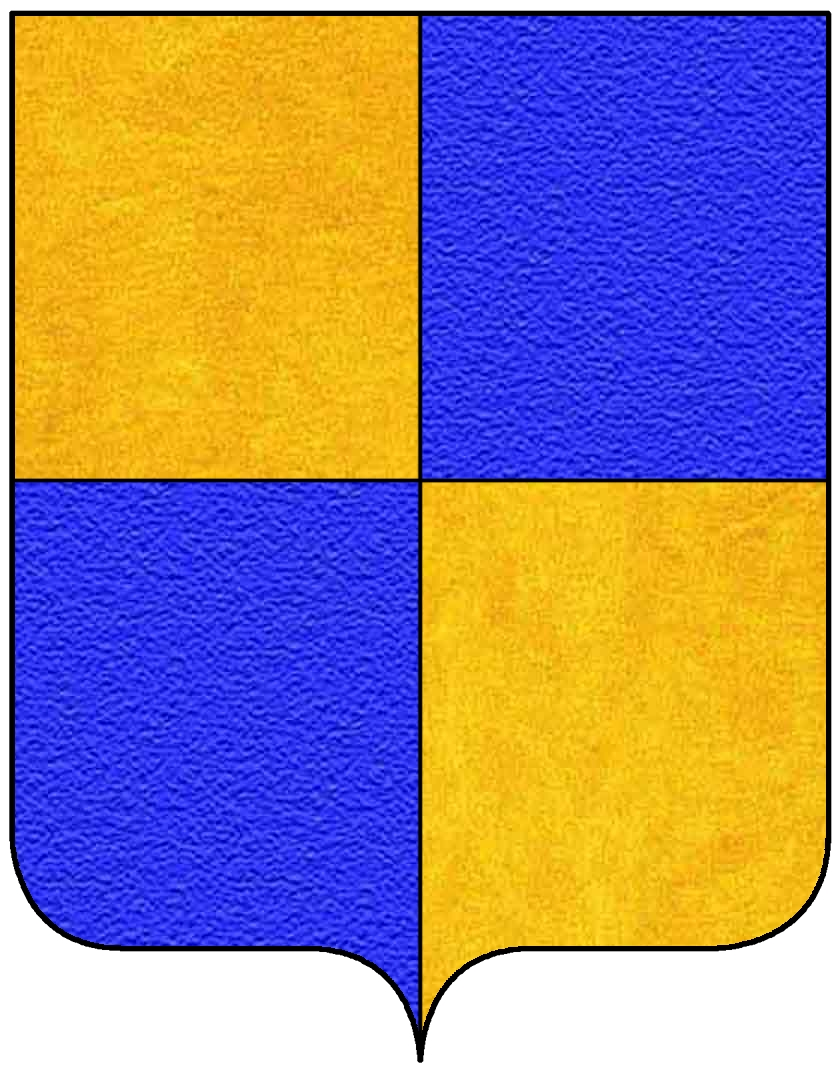
Wappen der Familie Manfredi

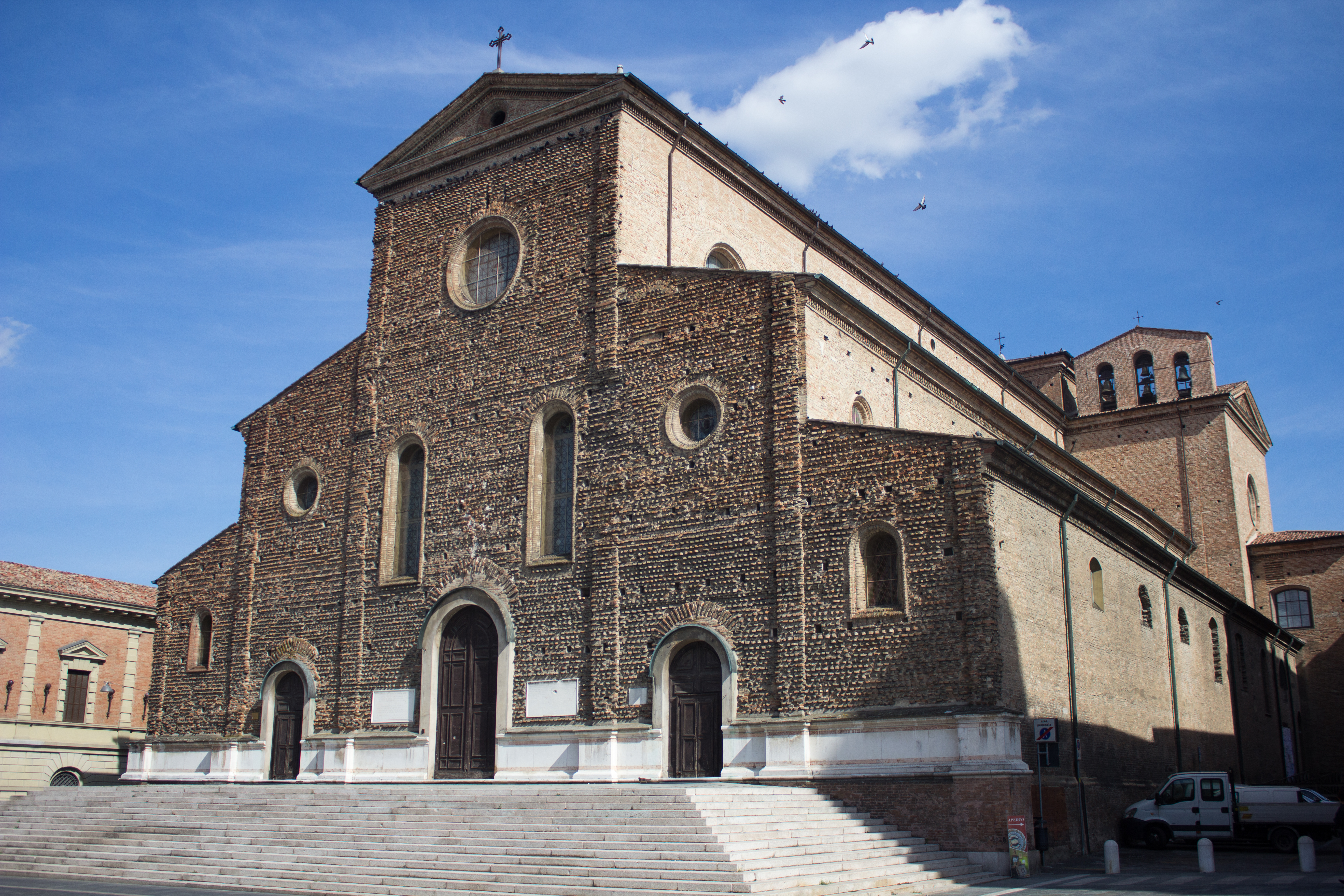
Dom von Faenza

## Leben
Er war der Sohn von Astorre II. Manfredi, Herr von Faenza, und Giovanna da Barbiano, Tochter des Condottiere Lodovico da Barbiano.
Federico wurde in den Kanoniker in Faenza und 1463 von Papst Calixt III. zum apostolischen Protonotar ernannt. Als Bischof Alessandro Stampetti im selben Jahr starb, schlug ihn sein Vater Astorre für das Bischofsamt vor, doch Papst Pius II. lehnte angesichts des jungen Alters von Federico ab.
Nach dem Tod von Bartolomeo Gandolfi wurde er im Jahre 1471 dennoch zum Bischof gewählt. Mit der Unterstützung seines Bruders Carlo, der 1468 die Nachfolge seines Vaters antrat, begann der Bischof, die Bevölkerung von Faenza mit Steuern für den Bau einer neuen Kathedrale zu belasten. Als sein Bruder Carlo 1477 aus Krankheitsgründen die Herrschaft niederlegen musste, bat Federico Papst Sixtus IV. um die Übertragung der Herrschaft von Faenza, da der vorgesehene Erbe Galeotto zu jung war. Galeotto, der sich in seinen Rechten verletzt fühlte, drang mit einigen Söldnern in einige Gebiete des Lehens ein. Federico bewaffnete sich, wehrte den Angriff ab und eroberte einige Gebiete zurück. In Brisighella machte er jedoch Halt, da die Bevölkerung ihm nicht mehr gehorchte, und kehrte nach Faenza zurück. In der Zwischenzeit schlugen sich der Papst und Girolamo Riario auf Galeottos Seite. Das Volk erhob sich gegen die Repressalien Federicos, der gezwungen war, die Stadt bei Nacht zu verlassen. Während er, gefolgt von seinem Bruder Carlo, auf dem Weg nach Lugo war, stürmten die Rebellen seinen Palast und plünderten seinen Besitz. Die beiden flohen nach Ferrara, während Federico aufgefordert wurde, sein Amt niederzulegen, was er jedoch ablehnte. 1478 wurde er für abgesetzt erklärt.
Federico starb um 1484 in Rimini an der Pest.

## Nachkommen
Federico hatte vier leibliche Kinder:
- Carlo, Pfarrer im Jahr 1507
- Marcantonio
- Lucia, Nonne
- Girolamo, heiratete 1506 Adriana Contarini aus Venedig